# Preuschen (Adelsgeschlecht)
Preuschen ist der Name eines hessischen Adelsgeschlechts, dessen Ursprung in Wallernhausen bei Nidda liegt. Die Familie brachte bedeutende Juristen, Politiker und Beamte hervor.

## Geschichte
Das alteingesessene hessische Bauerngeschlecht Pruße (Prus) erscheint in Wallernhausen erstmals 1466 mit Henz Pruße und urkundlich 1511 mit seinem vermutlichen Enkel Johannes Prus. Die sichere Stammreihe der Familie beginnt mit dessen vermutlichen Sohn Peter Preusch (Preuß oder Breusch), der von 1537 bis 1583 urkundlich nachgewiesen ist.
Der Reichsadelsstand aus Wien ging am 8. März 1782 mit Wappenbestätigung an die Brüder Ernst, fürstlich nassau-oranienscher Geheimrat und Regierungspräsident in Dillenburg, vormals außerordentlicher Professor der Rechte an der Universität Gießen, Markgräflich badischer Wirklicher Geheimrat in Karlsruhe und Reichskammergerichts-Assessor in Wetzlar und Ludwig Preuschen, Kaiserlicher Rat an der Reichsburg Friedberg in der Wetterau. Der unbeschränkte Reichsfreiherrenstand mit „von und zu Liebenstein“ (für die männlichen Familienmitglieder) und „Wohlgeboren“ sowie Wappenvereinigung mit dem der ausgestorbenen von Liebenstein Wien am 28. Juli 1791. Die Aufnahme in die Rheinische Reichsritterschaft des Kantons Mittelrhein erfolgte am 17. Oktober 1792 (alles für denselben). Die Immatrikulation im Königreich Bayern bei der Freiherrenklasse bekam sein Enkel Ernst Freiherr von Preuschen von und zu Liebenstein, Mitherr auf Dürrenried und Wasmuthhausen in Unterfranken, Herzoglich nassauischer Ober-Appellations-Gerichtspräsident am 17. August 1832 in Wiesbaden.
Die ältere Linie der Familie bekam am 11. Juli 1783 die Nassau-saarbrückische Belehnung mit der Burg Liebenstein und dem Dorf Osterspai am Rhein (für den vorgenannten Ernst von Preuschen). Die jüngere Linie erhielt die Großherzoglich-hessische Genehmigung zur Führung des Freiherrentitels durch A.K.O. vom 20. August 1864 für des 1856 gestorbenen Großherzoglich-hessischen Hofgerichts-Präsidenten Karl von Preuschen Deszedenz.

## Wappen

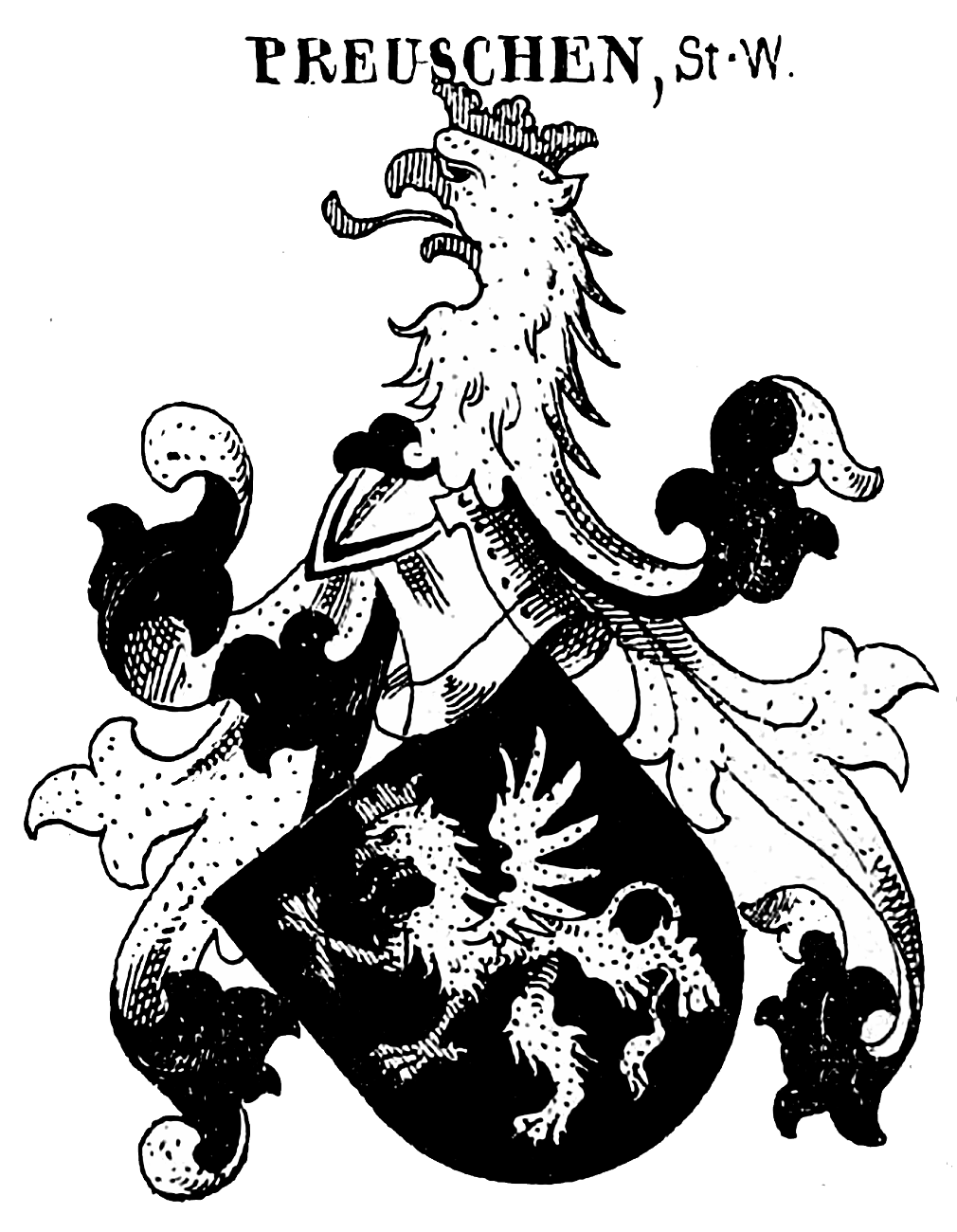
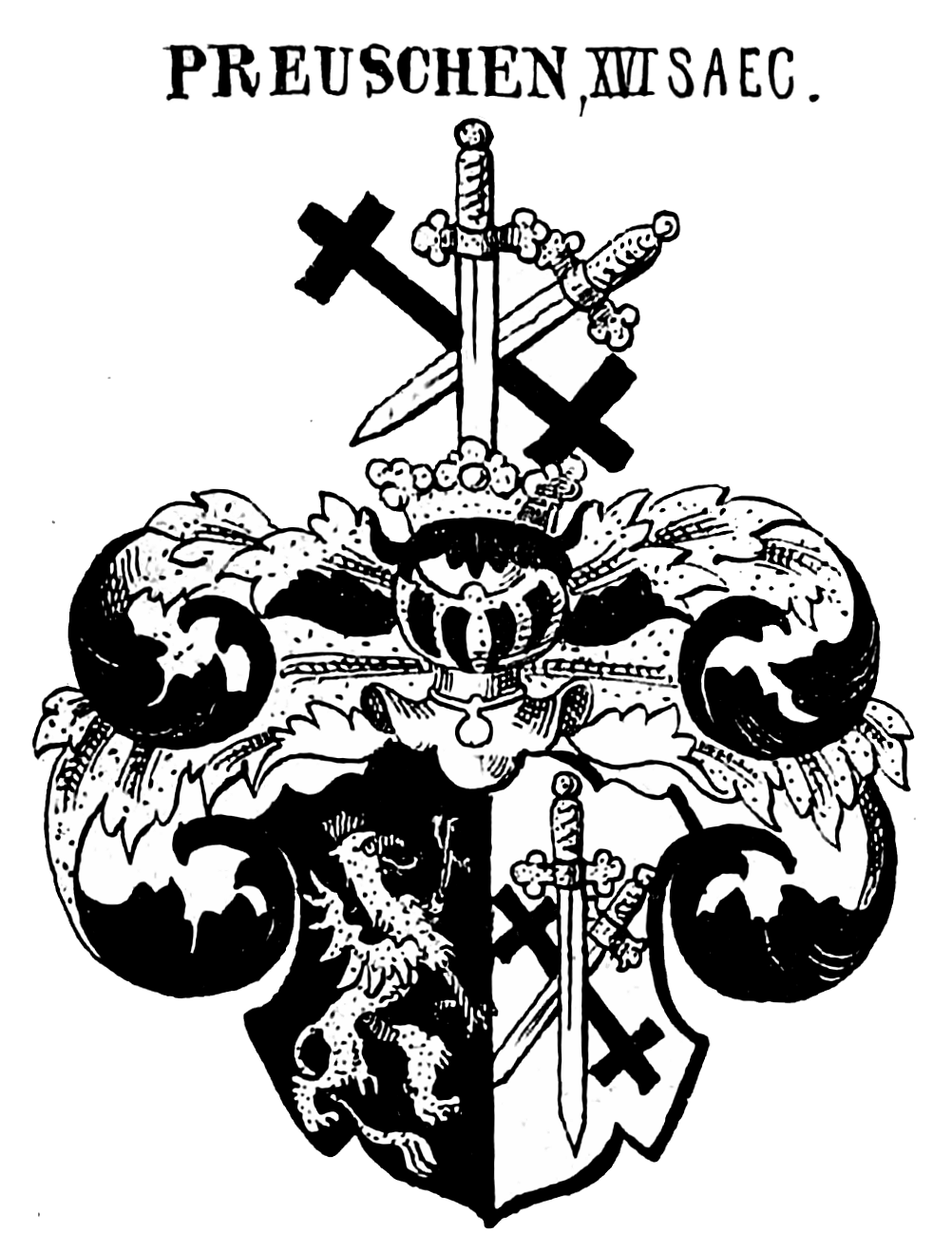
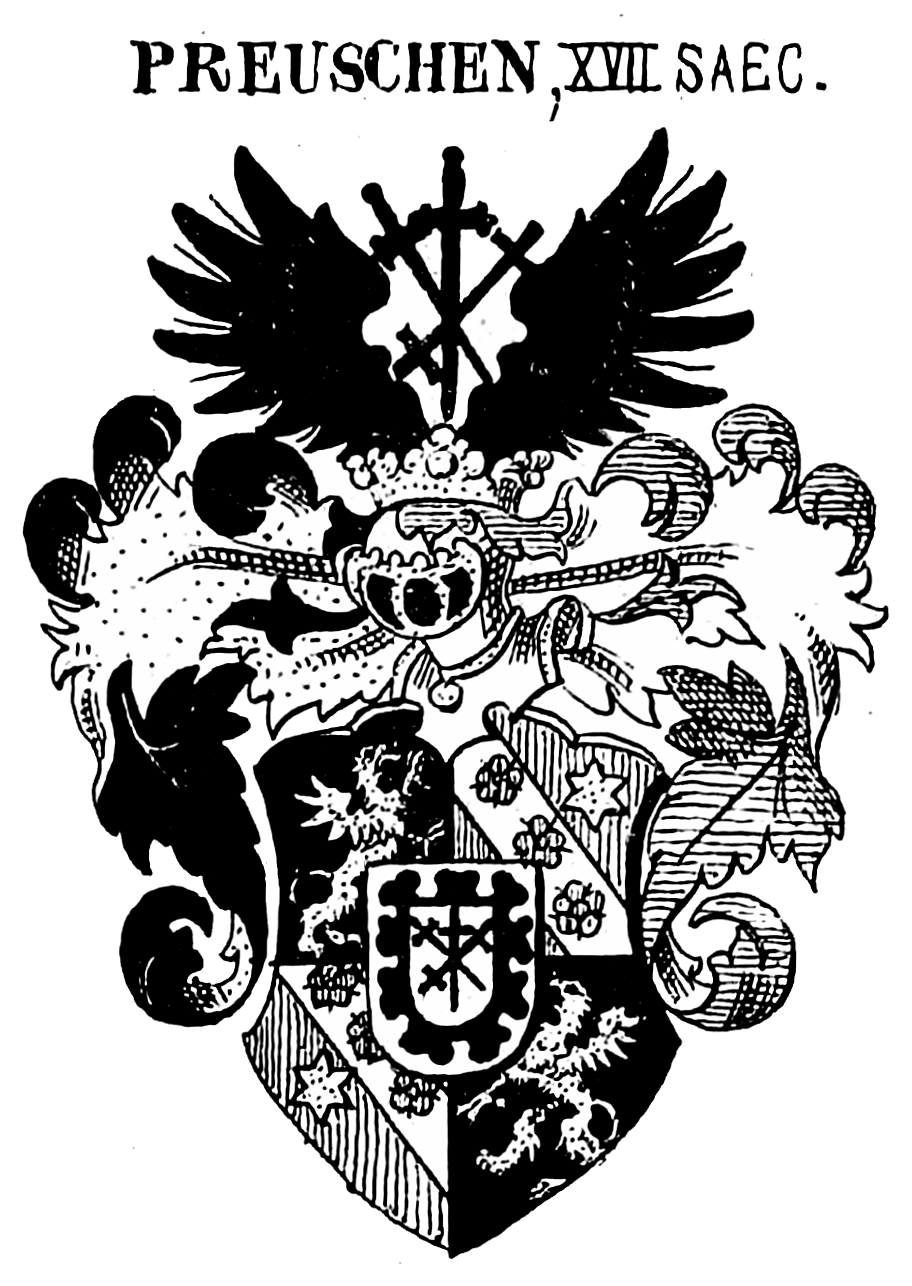
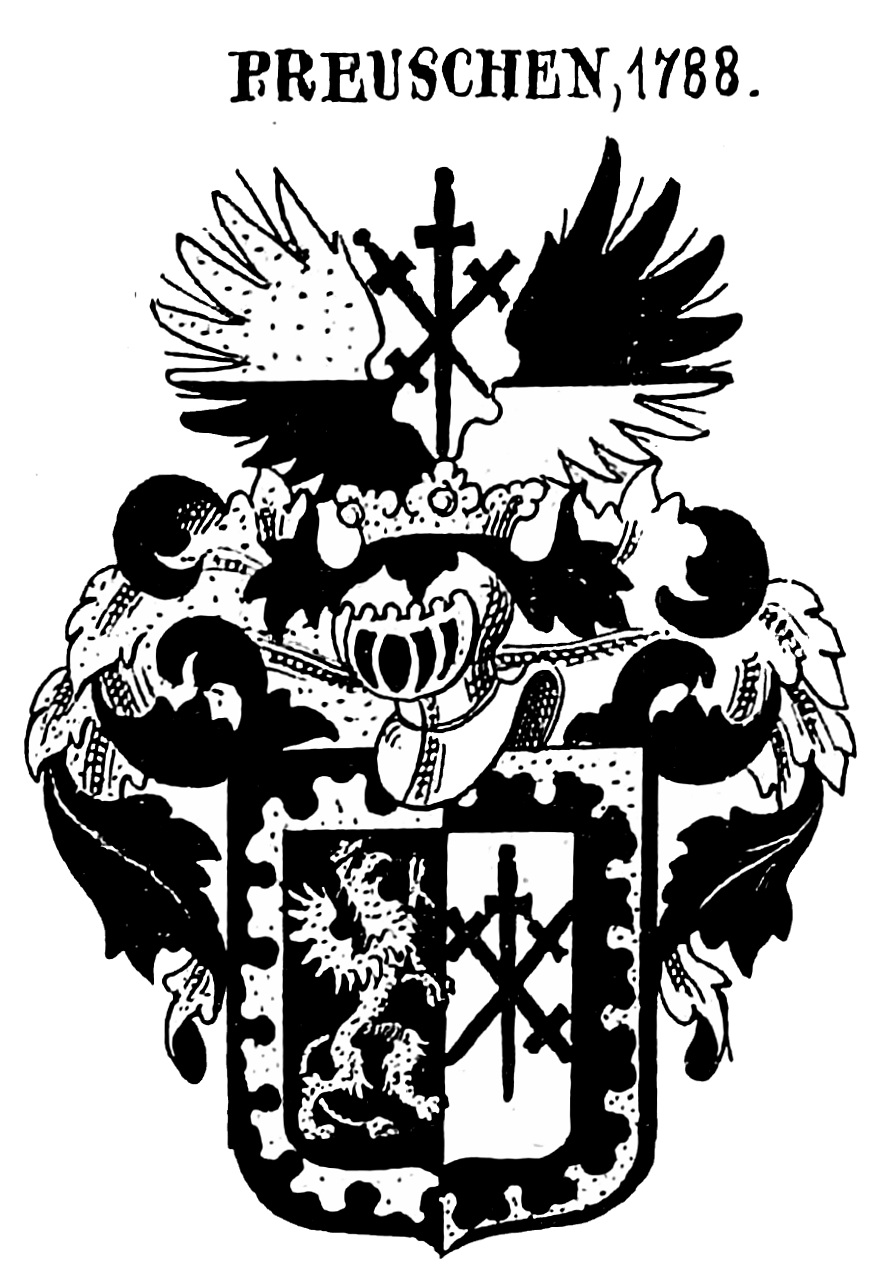
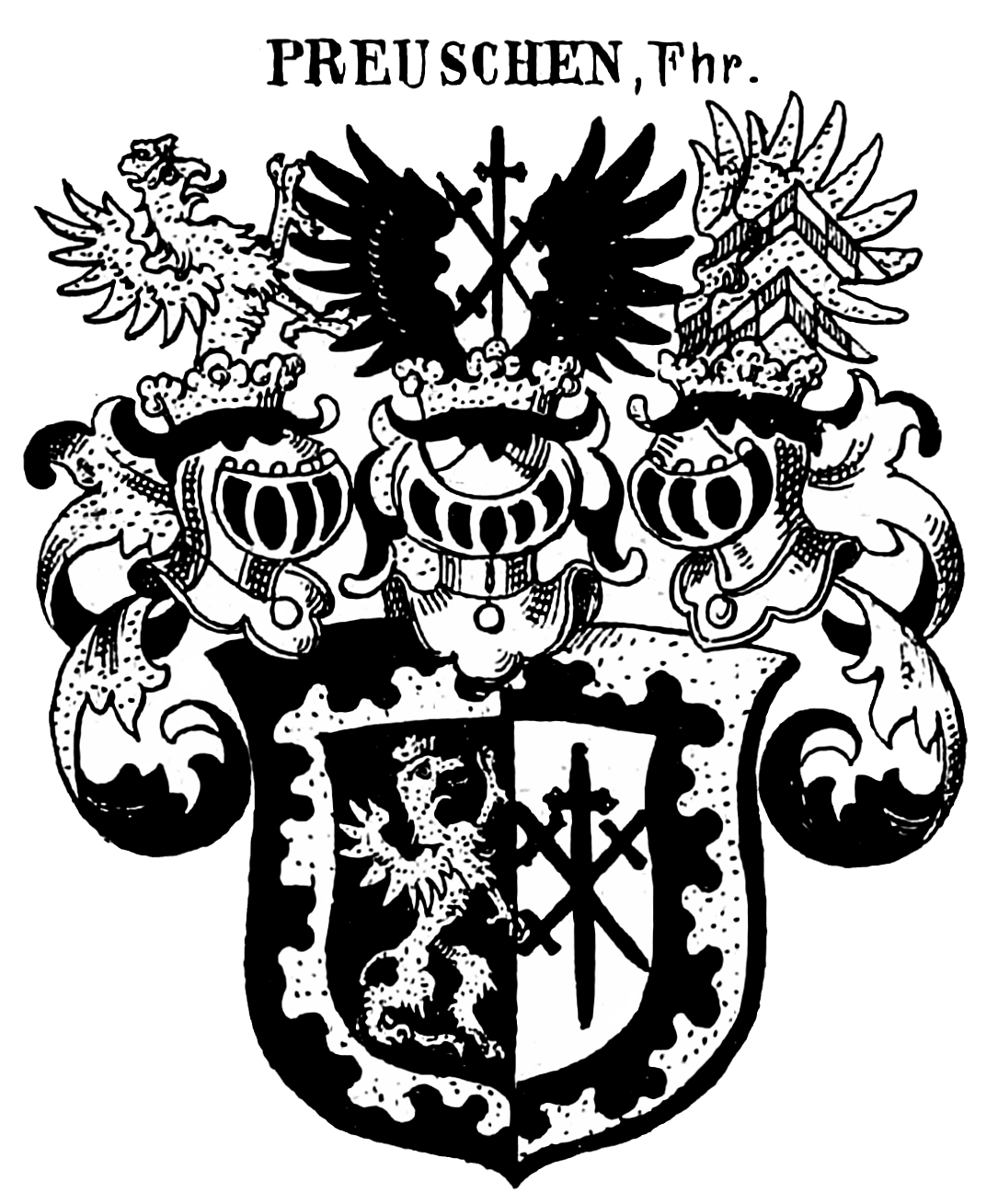
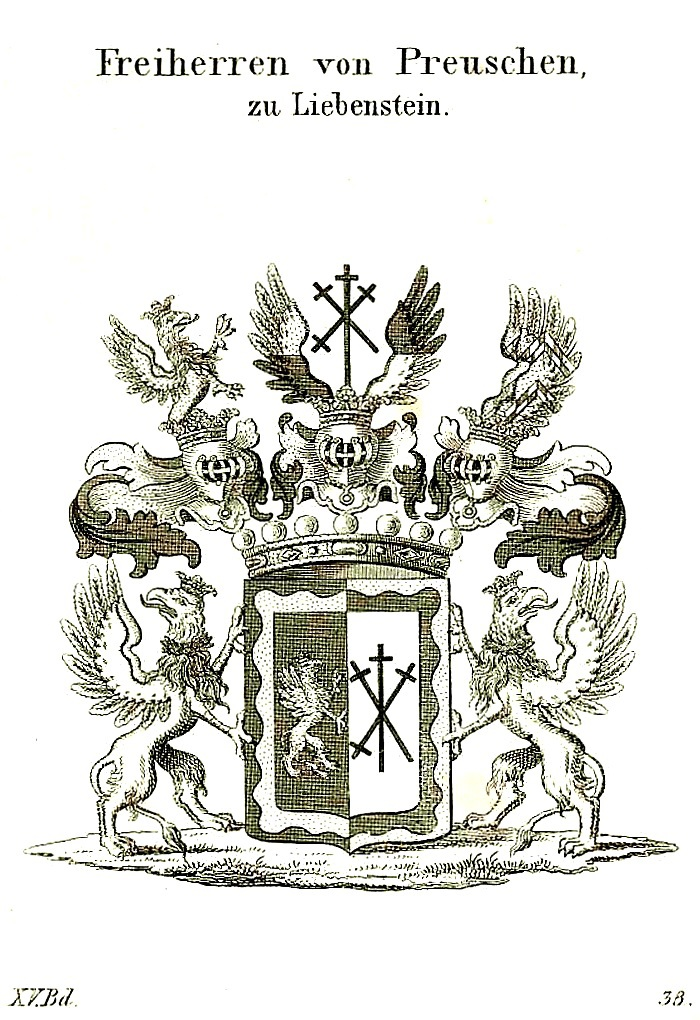

- Das Stammwappen zeigt in Silber drei geschrägte schwarze Passionskreuze (häufig zwei auch als Schwerter), das linke unten widergekreuzt. Auf dem Helm mit schwarz-silbernen Helmdecken das Schildbild zwischen einem offenen silbernen Flug.
- Das Stammwappen in Siebmachers Wappenbuch zeigt in Schwarz einen gekrönten goldenen Greif mit roten Waffen. Dies war das  Wappen des ausgestorbenen luxemburgischen Uradelsgeschlechts derer von Preusch/Preisch, auf das die Familie bis in das 19. Jahrhundert ihre Abstammung irrtümlich zurückführte.
- Wappen (1782): Gespalten, rechts in Schwarz einwärts-gekehrt ein gekrönter rot-bezungter goldener Greif († luxemburgische Preisch), links das Stammwappen. Auf dem Helm mit rechts schwarz-goldenen, links schwarz-silbernen Decken die drei Passionskreuze zwischen einem offenen, rechts von Gold und Schwarz, links von Schwarz und Silber geteilten Flug.
- Wappen (1791): Innerhalb im Wellenschnitt geteilten Schildrandes, der rechts außen schwarz, innen golden, links außen golden, innen schwarz ist, gespalten wie 1782. Drei Helme mit rechts schwarz-goldenen, links schwarz-silbernen Decken, auf dem rechten der Greif wachsend († luxemburgische Preisch), mitten wie 1782, auf dem linken ein geschlossener, mit zwei von Rot und Silber in zwei Reihen geschachten Sparren belegter goldener Flug († von Liebenstein); Schildhalter: Zwei goldene Greife.[4]

Wappenentwicklung in Siebmachers Wappenbuch bzw. Wappenbuch des gesammten Adels des Königreichs Baiern

## Bekannte Familienmitglieder

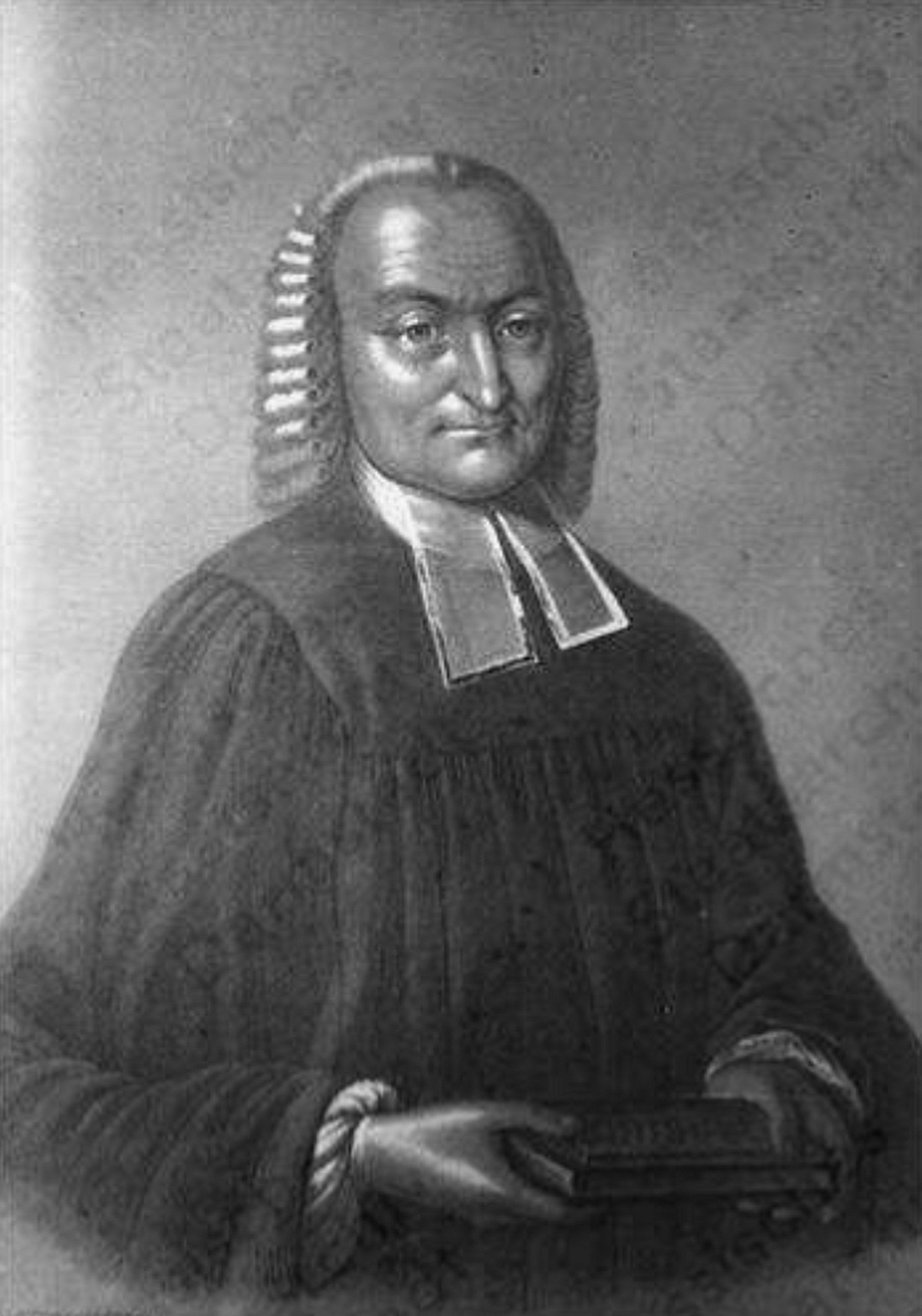
Gerhard (Georg) Helfried Preusch (1694–1761)

1. Gerhard Helfried Preusch (* Schönstadt 5. Januar 1694, † Nidda 8. September 1761), seit 1748 Metropolit der Grafschaft und Oberpfarrer in Nidda[5]
  1. Georg Ernst Ludwig von Preuschen von und zu Liebenstein (1727–1794), deutscher Regierungspräsident
    1. Georg Ernst Ludwig von Preuschen von und zu Liebenstein (1764–1849), deutscher Richter und Politiker
      1. Franz Ludwig von Preuschen von und zu Liebenstein (1804–1887), auf Liebenstein, deutscher Richter und Ober-Appellations-Gerichts-Rat
      2. Wilhelm Ludwig von Preuschen von und zu Liebenstein (1806–1864), deutscher Archivar und Heraldiker

    2. August von Preuschen von und zu Liebenstein (1766–1846), deutscher Jurist und Richter
      1. Ludwig August von Preuschen von und zu Liebenstein (1801–1864), Fideikommissherr auf Liebenstein
        1. Klemens August von Preuschen von und zu Liebenstein (1840–1913), Fideikommissherr auf Liebenstein, Forstmeister
          1. Ludwig von Preuschen von und zu Liebenstein (1875–1964), Oberstleutnant, Regierungsrat des Oberpräsidiums der Rheinprovinz, Ritter des Ordens Pour le Mérite; SS-Offizier
            1. Rudolf von Preuschen von und zu Liebenstein (1906–2007), Dr. jur., deutscher Landrat und Ministerialrat
              1. Diethardt von Preuschen von und zu Liebenstein (1935–2016), deutscher Jurist und Staatssekretär des Saarlandes

        2. Franz Preuschen von und zu Liebenstein (1845–1908), deutscher Gynäkologe, General-Medizinrat und Universitäts-Professor in Greifswald

  2. Ludwig Konrad von Preuschen von und zu Liebenstein (1743–1809), Kaiserlicher Wirklicher Rat und Kanzleidirektor zu Burg Friedberg
    1. Karl von Preuschen von und zu Liebenstein (1781–1856), Großherzoglich hessischer Hofgerichtspräsident
      1. Maximilian von Preuschen von und zu Liebenstein (1818–1897), Präsident des Verwaltungsgerichtshofs Darmstadt
        1. Hermione von Preuschen von und zu Liebenstein (1854–1918), deutsche Dichterin und Malerin

      2. Friedrich Wilhelm von Preuschen von und zu Liebenstein (1823–1897), Königlich hessischer Kammerherr und Geheimrat
        1. Karl von Preuschen von und zu Liebenstein (1862–1925), preußischer General-Leutnant
        2. Maximilian von Preuschen von und zu Liebenstein (1867–1932), preußischer General-Major

### Linie der nicht geadelten Familie Preuschen
- August Gottlieb Preuschen (1734–1803), deutscher Theologe, Kartograph und Geologe
- Karl Preuschen (* ca. 1737; † 18. Juli 1809 in Karlsruhe), seit 1768 badischer Jurist und Obervogt
- Erwin Preuschen (1867–1920), deutscher evangelischer Theologe
  - Gerhardt Preuschen (1908–2004), deutscher Agrarwissenschaftler